# Lijst van rijksmonumenten in Farmsum
De plaats Farmsum telt 7 inschrijvingen in het rijksmonumentenregister. Hieronder een overzicht. 
| Object                                                                     | Oorspronkelijke functie?  | Bouwjaar                                                                                      | Architect                                          | Locatie           | Coördinaten?                  | Nr.?   | Afbeelding                      |
| -------------------------------------------------------------------------- | ------------------------- | --------------------------------------------------------------------------------------------- | -------------------------------------------------- | ----------------- | ----------------------------- | ------ | ------------------------------- |
| Aeolus                                                                     | Industrie- en poldermolen | ca. 1811 1933-'34 (herstel) 1976 (plaatsing op huidige locatie) 1977-'78 (rest.) 2009 (rest.) | Wiertsema (1933-'34) Roemeling & Molema (1977-'78) | Borgshof 24       | 53° 19' 12" NB, 6° 55' 48" OL | 12318  | Meer afbeeldingen               |
| Hervormde kerk                                                             | Kerk en kerkonderdeel     | 1869 1993-'94 (rest.)                                                                         | H. Wind                                            | Op de Wierde 1    | 53° 19' 24" NB, 6° 55' 42" OL | 12320  | Hervormde kerk 1 Hervormde kerk |
| Hervormde kerk, toren                                                      | Kerk en kerkonderdeel     | 1856-'57 1928 (herst.)                                                                        | J.W. Maris                                         | Op de Wierde 1    | 53° 19' 24" NB, 6° 55' 42" OL | 12321  | Meer afbeeldingen               |
| Hervormde kerk, doopvont                                                   | Vanwege onderdelen kerk   | late 17e eeuw                                                                                 |                                                    | in Op de Wierde 1 | 53° 19' 24" NB, 6° 55' 42" OL | 12322  | Meer afbeeldingen               |
| Gerechtspaal (geselpaal, De Kaak)                                          | Gerechtsgebouw            | 1727                                                                                          |                                                    | Pijpplein         | 53° 19' 23" NB, 6° 55' 42" OL | 12323  | Meer afbeeldingen               |
| Wierde met overblijfselen van het klooster Oosterwierum (Heveskesklooster) | Archeologisch monument    |                                                                                               |                                                    | Kloosterlaan      | 53° 18' 2" NB, 6° 58' 20" OL  | 45313  | Meer afbeeldingen               |
| Vliethoven                                                                 | Boerderij                 | 18e eeuw of ouder                                                                             |                                                    | Zwet 13           | 53° 19' 10" NB, 6° 54' 20" OL | 385212 | Meer afbeeldingen               |